# Fredrik I av Meissen
Fredrik I av Meissen, även kallad Fredrik den frejdige, född 1257 på slottet Wartburg i Eisenach, död 10 november 1323 på Wartburg, var markgreve av Meissen 1314-1323. Han efterträdde sin far Albrekt den vanartade.

## Biografi
Fredrik var son till Albrekt den vanartade och Margareta av Sicilien. Enligt legenden flydde hans mor från sin otrogne man år 1270, och överväldigades av skilsmässan, varför hon bet Fredrik i kinden, varefter han blev känd som den bitne.
Efter Konradins död 1268 blev han den lagliga arvingen till huset Hohenstaufen, tog besittning över Kungariket Sicilien och tog titlarna Kung av Jerusalem och Sicilien och greve över Schwaben. Även om han inte själv härstammade från Jerusalems kungar så hade hans morfar Fredrik II tagit besittning över kungariket själv.
Dessa besittningar möttes dock inte av glada miner. Schwaben, som hade pantsatts av Konradin innan hans sista expedition, upplöstes som territorium. Han erkändes inte av Outremer, och Karl I av Anjou hade stor makt i södra Italien. Markgreven Fredrik föreslog en invasion av Italien 1269, och fick visst stöd av de lombardiska ghibellinerna, men planen utfördes aldrig, och han skulle aldrig mer att komma spela någon roll i Italien. Från och med år 1280 var han grevpalatin över Sachsen.
Eftersom hans far föredrog deras halvbror Apitz inledde Fredrik och hans bror Diezmann krig mot honom. Fredrik tillfångatogs 1281, men efter ett utdraget krig erkände fadern brödernas rättigheter år 1289. Efter att deras kusin Fredrik Tuta dog (1291) tog bröderna hans land i besittning och Fredrik blev markgreve över Meissen. De lämnade endast positionen markgreve över Landsberg till fadern. Adolf av Nassau trodde emellertid att Meissen och Ostmark skulle återlämnas till kronan efter Tutas död, och köpte Thüringen av den skuldtyngde Albert. Bröderna tvingades återigen ut i krig för att försvara sitt arv, men var tvungna att ge upp landet. Fredrik höll sig borta från hemmet fram till Adolfs död, då landet återlämnades till honom. Vid det laget hade han också försonats med sin far. Strax därefter hävdade emellertid Albrekt I besittningsrätt över Thüringen och stöddes av städerna, som längtade efter att bli självständiga riksomedelbar. Lantgrevens familj belägrades vid Wartburg av styrkor från Eisenach, men Fredrik lyckades befria dem. Det var dock endast segern vid Lucka den 31 maj 1307 som gjorde de två bröderna lättade, och innan kungen hann samla nya styrkor dog han.
Efter Diezmanns död 1307 visade vasallerna endast vördnad åt Fredrik, eftersom Albert hade avsagt sig makten till förmån för livränta. Nu var det endast städerna som motsatte sig Fredrik, men Erfurt underkastades snart med våld, och han försonades snart med kejsaren Henrik VII, som Fredrik ursprungligen hade vägrat att underkasta sig. År 1310 erkände kejsaren hans land som förläning.
Striden mot Brandenburg fortsatte dock, och när Fredrik tillfångatogs av Valdemar av Brandenburg fick han köpa sig fri till ett pris av 32 000 silvermark och cessionen av nedre Lausitz i Tangermündeavtalet från 1312. Förläningarna förnyades 1316 men avslutades 1317 i och med freden vid Magdeburg. I och med utslocknandet av Askanien återfick Fredrik allt förlorat land förutom Landsberg och nedre Lausitz. Nu kunde han påbörja den omfattande Landfrieden (freden).
Efter att ha paralyserats av en stroke 1321 dog Fredrik den 16 november 1323. Hans kropp flyttades senare från Eisenach till slottet Grimmenstein i Gotha, och efter att detta förstördes begravdes han i det nyuppförda slottet Friedenstein. Gravstenen placerades dock i Reinhardsbrunn.

## Äktenskap och barn
Fredrik gifte sig år 1285 med Agnes, dotter till greven Meinhard II och Elisabeth av Bayern, Konradins änkemor. Efter hennes död gifte han år 1303 om sig med Elisabeth av Arnshaugk, hans styvmors dotter. Endast två av hans barn överlevde honom: Elisabeth, som gifte sig med Henrik II av Hessen 1322, och Fredrik den allvarlige, hans efterträdare som markgreve av Meissen.